# 测井
测井是通过钻井眼对地层进行详细记录。包括把样品带到地上直接观察，也包括把放到井眼里的仪器进行的物理测量。测井可在鑽井工程的不同階段進行，包括钻井，完井，生产和弃井。测井是为了钻探油气，地下水，勘探矿物和地热，也包括环境和土工技术研究。

## 电缆测井

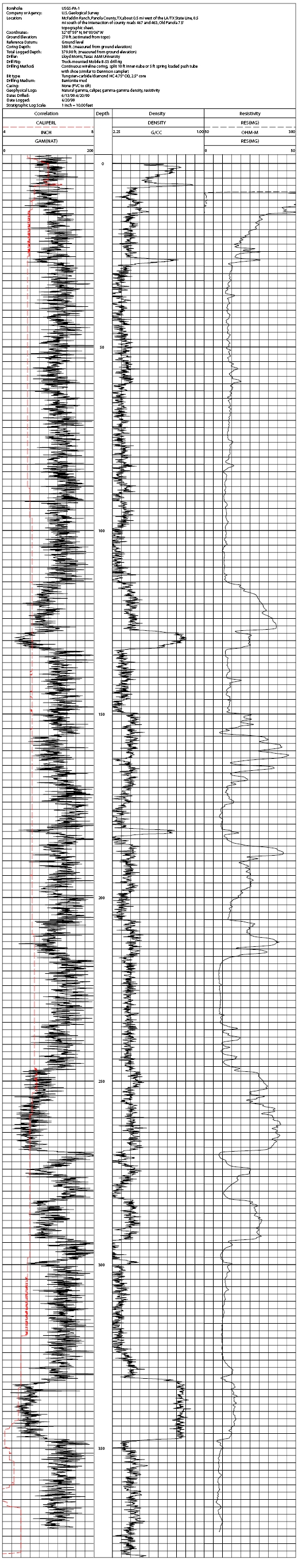
包括井径，密度和电阻率曲线的电缆测井

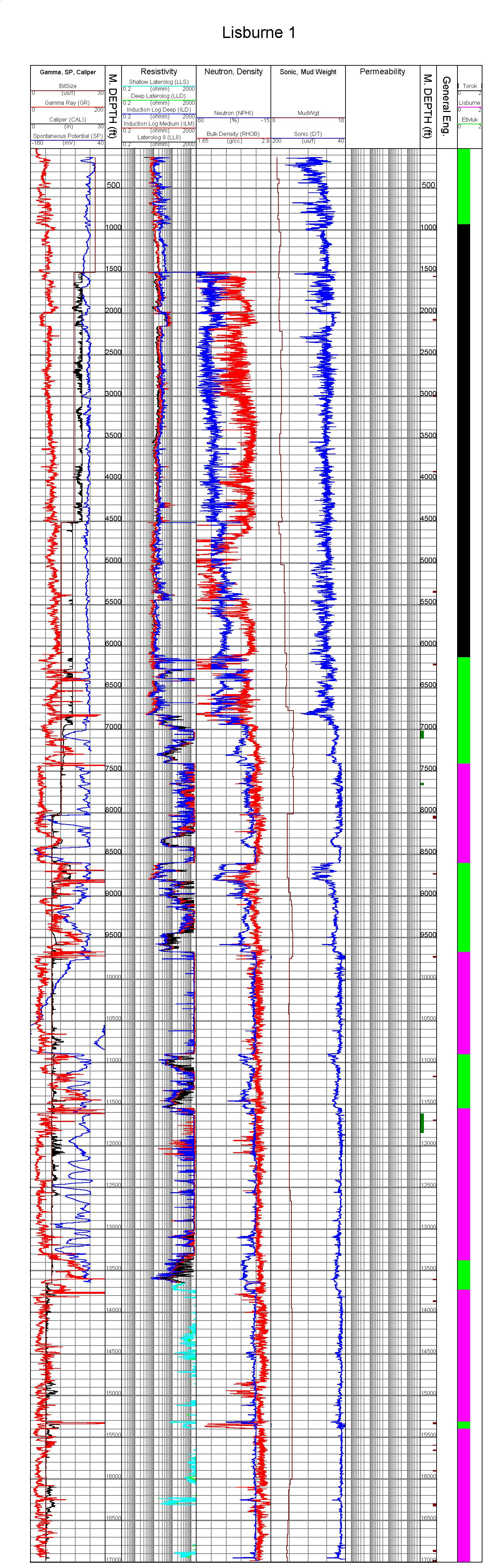
包含全系列测井曲线的电缆测井

石油天然气工业用电缆测井来取得地层岩石性质的连续记录。这能推出进一步的性质，如含烃饱和度，孔隙度，渗透率和地层压力，可用于进一步的钻探和生产决策。电缆测井是通过电缆末端的测井仪器下降到油井里，通过不同传感器来记录岩石物理性质。测井仪器经过这几年的发展可测量电阻，声波，放射性，电磁，核磁共振以及岩石和岩石充填的流体的其他性质。
这些数据或在地面或在井眼里记录成电子数据格式，然后或打印出来交给客户，或保存为电子数据形式拷贝被客户。测井数据可边钻边提取（例如LWD），也可钻完再提取。
电缆测井可根据它们的功能也可根据它们的用途来分类。裸眼井测井是在油井或气井下套管前测井。套管井测井是在下套管后测井。
电缆测井也可安装它们测量出来的物理性质来分类。

### 历史
在1926年创立了斯伦贝谢公司的斯伦贝谢两兄弟（Conrad和Marcel Schlumberger）被认为是电法测井创始人。Conrad发明了勘探金属矿藏的斯伦贝谢排列法，然后兄弟俩将此方法应用到地下。1927年10月5日，斯伦贝谢全体工作人员在法国Pechelbronn将一个电极系下入488米的井中，成功地测量出第一条测井曲线。在现代模式下，这第一条曲线是电阻率曲线，可被描述成3.5米的侧向测井曲线。
1931年斯伦贝谢公司的Henri George Doll和G. Dechatre发现就算没有电流通过井中的电缆，检流计也会摆动。这促使发明了自然电位测井（SP），是测量电阻率的重要方法。SP由渗透层边缘的井眼泥浆自然产生。根据电阻率和SP，测井解释工作者能分辨出渗透储层和非渗透层。
1940年，斯伦贝谢发明自然电位地层倾角测井仪，该仪器能计算地层的走向和倾角。这个基础的地层倾角测井仪升级为电阻率地层倾角测井仪（1947）以及连续电阻率地层倾角测井仪（1952）。
1948年在科罗拉多Rangely油田首次使用油基钻井液。普通电测需要有导体或水基钻井液，但油基钻井液没有传导性。为解决这个问题，20世纪40年代末发明了感应测井。
随着20世纪60年代晶体管和集成电路的引进，电测变得更可靠。计算机化使测井处理更快，提高测井数据整理能力。70年代引进了更多测井方法和计算机，这些包括将电阻率测井和孔隙度测井一次测出来。
20世纪40年代形成了两种测量孔隙度的测井方法（声波测井和核测井）。在二战时声波测井发展迅速。核测井是声波测井的补充，但是声波测井依然在很多联合测井工具中发挥作用。
核测井最初是通过测量地下地层的自然伽马放射性发展的。然而，随着工业迅速发展为记录核粒子轰击岩石。1939年Well Surveys公司发明测量自然放射性的伽马曲线，1941年发明中子测井。伽马测井对低渗透性的泥岩非常有用，因为泥岩释放的伽马射线比较多。这些测井方法很重要因为可用在套管井中。Well Surveys公司迅速成为Lane-Wells公司的一部分。在二战中，美国政府几乎在战时都让斯伦贝谢垄断裸眼井测井，让Lane-Wells公司垄断套管井测井。 在战后核测井继续发展。
核磁共振测井是1958年Borg Warner发明的。最初核磁共振测井在科研上成功但是在工程上失败。但是，Numar（现在是哈里伯顿的子公司）的连续核磁共振测井仪器的发展是这项新技术的希望。
现在已钻很多定向井。最初，如果不是直井的话测井工作者将测井仪器附在钻杆上工作。现代技术在地面上允许连续信息。MWD用泥浆脉冲技术从钻柱底的工具到地面的处理器来传输数据。

### 电法测井

#### 电阻率测井
电阻率测井是测量岩石或沉积物的电阻率。

#### 成像测井
成像测井用一个旋转的传感器来测量整个井壁的声阻抗。 这可用于确定裂缝的存在与方位，同样也可知道地层的倾角。

### 孔隙度测井
孔隙度测井测量孔隙体积占岩石体积的百分比。大部分孔隙度测井使用声波或核技术。声波测井记录声波通过井眼环境的特征。核测井是通过井内测井仪器或地层发生的核反应工作的。核测井包括密度测井，中子测井和伽马测井，可用于地层对比。

#### 密度测井
密度测井是通过一个放射源轰击地层，在康普顿散射和光电效应后测量伽马射线计数来测量地层体积密度。这个体积密度可用于计算孔隙度。

#### 中子孔隙度测井
中子孔隙度测井是通过一个高能量的超热中子轰击地层运作的。基于中子测井仪器，不管伽马射线被俘获，分散的热中子或分散的高能量的超热中子都可以被侦测到。 中子孔隙度测井对特殊地层的氢原子数量特别敏感，与岩石孔隙度保持一致。

#### 声波测井
声波测井提供声波时差，可反应岩性，岩石构造，但对孔隙度响应更好。测井仪器包括压电发射和接受器。声波从发射和接受器传播的校正距离被记录为声波时差。

### 岩性测井

#### 伽马射线测井
该测井是测量井眼附近的地层自然放射性，以API作为单位，对砂岩和泥岩的区分非常有用。  因为砂岩主要是无放射性的石英，泥岩放射性主要是因为粘土中的钾同位素，以及吸附的铀和钍。

#### 自然电位测井
自然电位测量自然电位差，无需电流。是最早的电缆测井。

### 其它测井方法

#### 井径测井
测量井眼直井的方法，用2臂或4臂。 它用于检测是否井眼垮塌，若出现的话测井曲线将变的不可信。

#### 核磁共振测井
核磁共振测井利用地层的核磁共振响应，直接测量出孔隙度和渗透率，提供顺着井眼的连续记录。

#### 光谱噪声测井
光谱噪声测井是一个自然噪声测量技术，用于油气井整体分析，生产和注水层段的确定以及储层水动力特征。噪声是由于流体或气体通过储层产生的。

### 随钻测井（LWD）
二十世纪70年代，测井形成了LWD这么一个新的分支。这个技术与常规测井相比可以提供相似的井信息，但不是把传感器放在电缆底部，而是集成在了钻柱上，可在钻进过程中进行实时测量。这样可让钻井工程师和地质师迅速取得如孔隙度，电阻率，井眼角度和钻压这样的信息，使得他们可以立即做出井下一步的决策和钻井方位的决定。

## 取岩心
取岩心是取得井眼中可见岩石样品的方法。有2种类型的岩心：全岩心和井壁岩心。全岩心是用特制的冲击钻在第一次钻井眼时取得的，井壁岩心是在钻头穿过井眼后从井壁上取得的。井壁取芯最主要的优势是比取芯便宜（钻井不需要停止）以及可取得多个样品，主要的劣势是确定不了样品的准确深度以及可能取样失败。

## 录井
录井工作是描述通过泥浆循环带到地面的岩屑的工作。在石油工业中这项工作通常是由录井公司完成。录井一个典型的参数是地层气测值，比例尺通常是根据各家公司决定的，在实际工作中是根据最大最小值的变化来确定的。在当今石油工业标准中录井通常包括例如但不限于钻时，岩性，气测值，钻井液温度，氯化物，有时也包括泥浆密度，预测井眼压力和D指数校正。

## 资料用途
在石油工业中，测井和录井向操作公司传递出即时数据，操作公司可对井作出操作决策，也可同邻井进行地层对比，油气数量和质量的解释。进行测井解释的专家被称作测井解释工作者。

## 测井图片

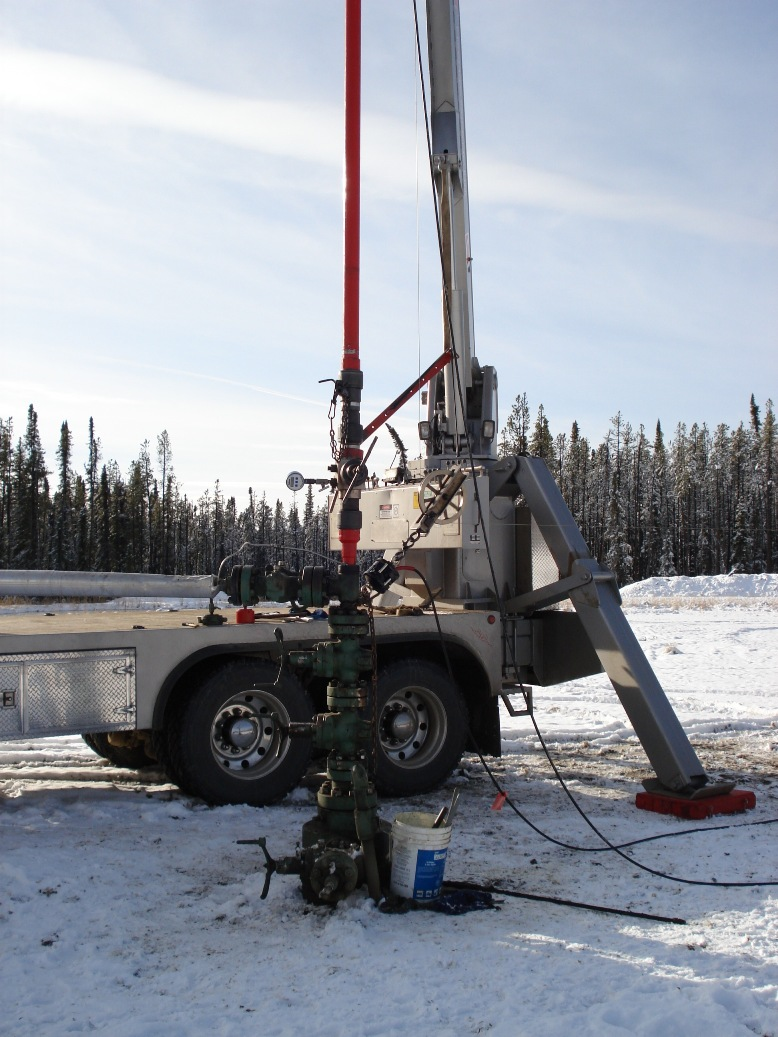
电缆与油井的连接
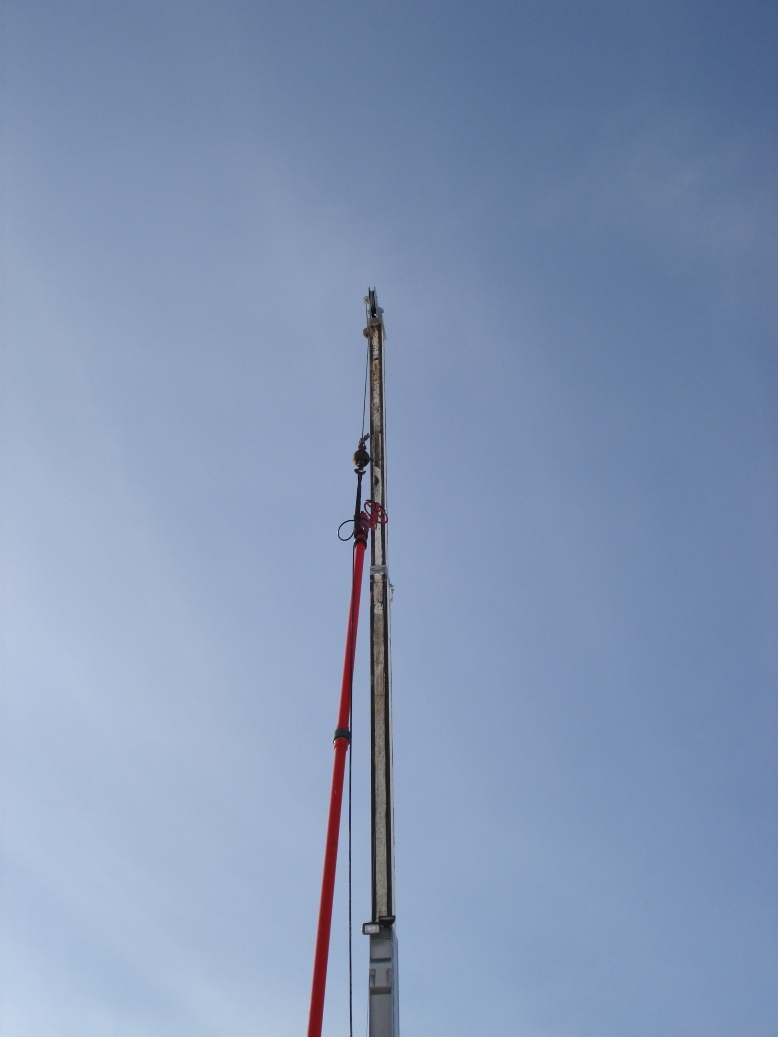
电缆的油井顶端
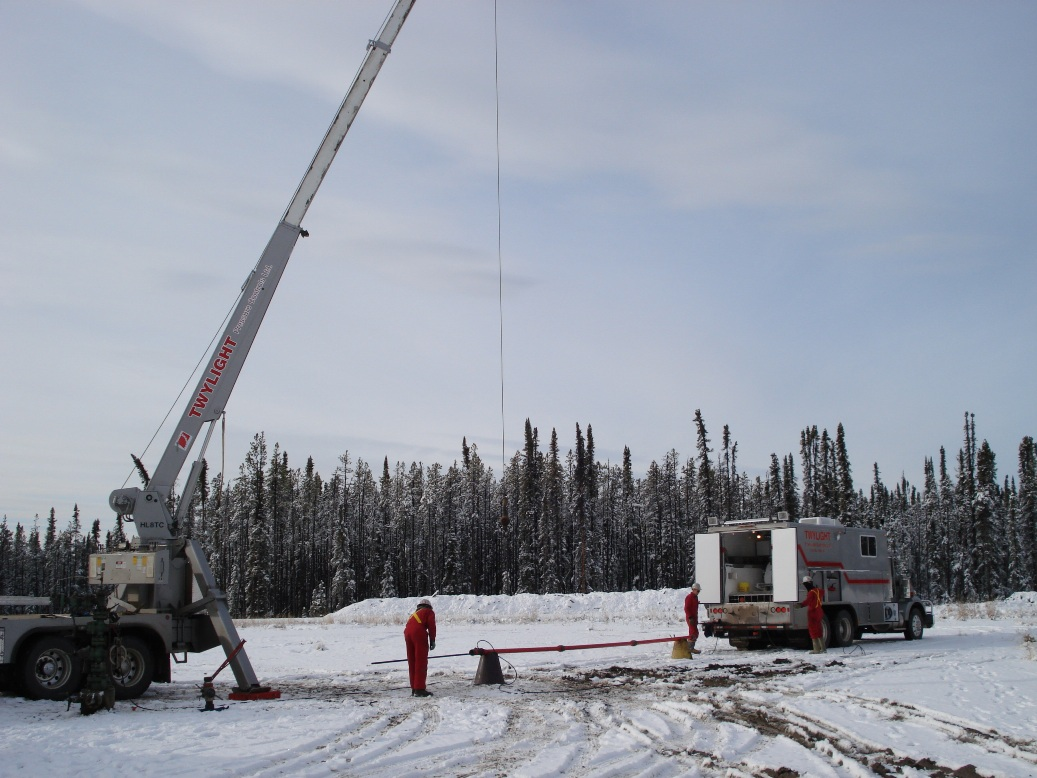
测井车
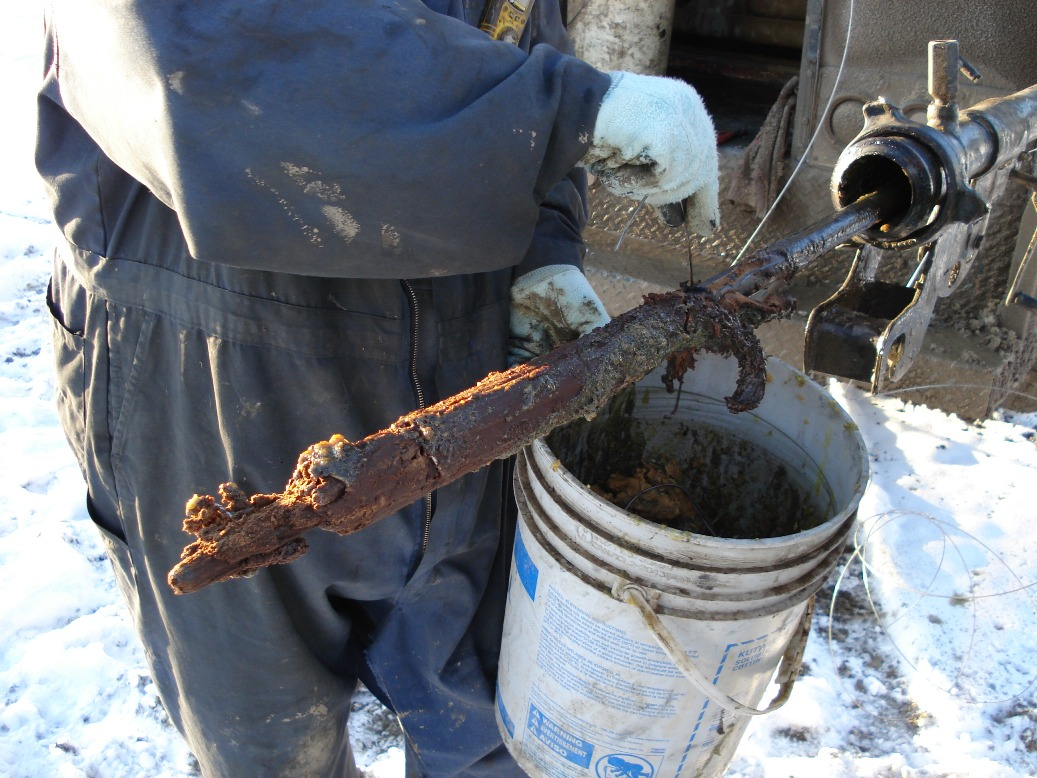
从电缆上去除蜡
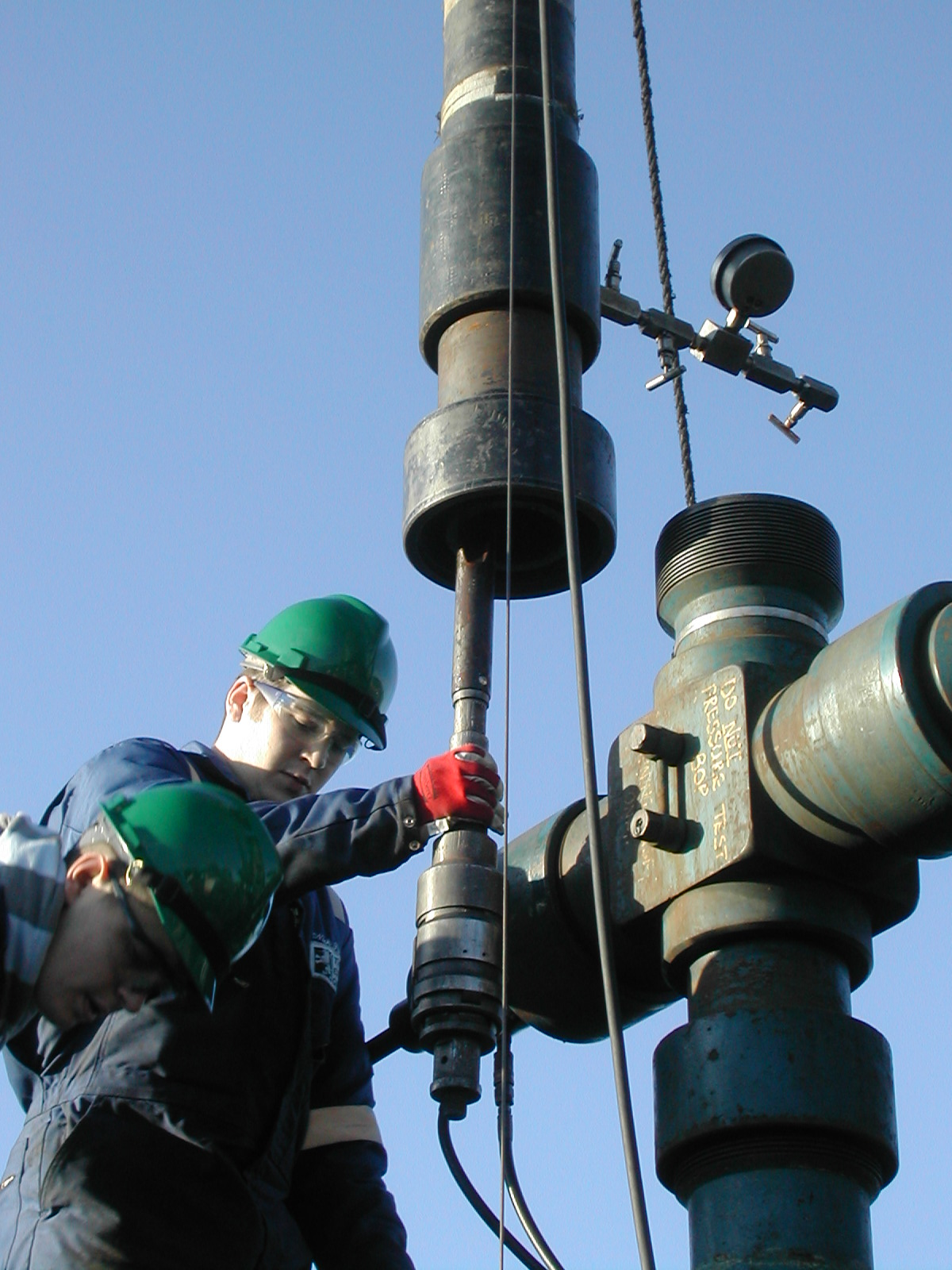
BO shifting tool